# Николин Василь Петрович
Николин Василь Петрович (псевдо: «Богдан», «Мороз», «Хмель»; 14 червня 1924, с. Олексинці, Борщівський повіт, Тернопільське воєводство — 20 жовтня 1951, с. Майдан-Олександрівський, Віньковецький район, Кам'янець-Подільська область) — український політичний та військовий діяч, член ОУН, керівник Віньковецького надрайонного проводу ОУН.

## Життєпис

Василь Николин в лавах підпілля ОУН

Закінчив школи у селах Олексинці та Більче-Золоте, пізніше навчався у Бучацькій вищій школі на священика, однак не закінчив. З кінця 30-х бере активну участь в організації «Просвіта». 
З 1941 року активний член бойового крила ОУН у рідному селі, підрайонний служби безпеки на Борщівщині.
З 1948 року переведений у Кам'янець-Подільску область. З цього ж року призначений керівником Віньковецького надрайонного проводу ОУН, а згодом Барського та Мурованокуриловецького проводів. Діє під керівництвом Йосипа Демчука, провідника Вінницької округи. 
За результатами заходів спецвідділом НКВС було встановлено, що жителька села Майдан-Олександрівський Віньковецького району Марія Дмитричук очолює пункт зв'язку керівника місцевого надрайонного проводу ОУН, який мав прибути до неї 20 жовтня. Відповідно, того дня будинок був блокований оперативною групою УМДБ. Під час перестрілки загинуло 2 підпільники, серед них і керівник Віньковецького проводу Василь Николин («Мороз»), іншим повстанцем виявився, уродженець села Перекоринці Мурованокуриловецького району, Ганзюк Михайло (псевдо «Терентій»). Вилучено 6 одиниць зброї, боєприпаси, націоналістична література й організаційне листування.